# Pulley
Pulley est un groupe de punk rock américain, originaire de Simi Valley, en Californie. Pulley joue une musique rapide et puissante (Working Class Whore, Bad Reputation...) ou plus slow-punk (Insects Destroy...).

## Biographie
Le groupe est fondé en 1996 après le départ de Scott Radinsky du groupe Ten Foot Pole, qui souhaitait recruter un chanteur qui se consacrait à plein temps à la musique. Radinsky est ancien chanteur de Ten Foot Pole et star de baseball : il a joué onze ans en MLB avec les White Sox de Chicago, les Indians de Cleveland, les Dodgers de Los Angeles et les Cardinals de Saint-Louis, de 1990 à 1993, puis de 1995 à 2001. La formation initiale de Pulley comprend Jordan Burns (batteur de Strung Out), le guitariste Jim Cherry (ancien bassiste de Strung Out), le guitariste Mike Harder, et l'ancien bassiste de Face to Face Matt Riddle. Le premier album de Pulley, Esteem Driven Engine, est publié en 1996 au label Epitaph Records. Riddle se joint ensuite à plein temps à No Use for a Name et est remplacé par Tyler Rebbe. Les suites incluent 60 Cycle Hum (1997), @ !* (1999), Together Again for the First Time (2001), et Matters (2004). Le 30 juillet 2008, Pulley annonce une suite à l'EP Matters, intitulée Time-Insensitive Material, publiée le 24 mars 2009 sur le propre label du groupe, X-Members.
En décembre 2010, Pulley annonce son entrée en studio en janvier 2011 pour enregistrer un nouvel album avec le producteur Matt Hyde.  cette période, rien n'est dit sur le label auquel sera publié l'album, ou s'il sera auto-publié comme l'était l'EP Time-Insensitive Material. Le 2 janvier 2011, le groupe annonce sur Facebook, le début des enregistrements pour le 14 janvier ; cependant, le 6 janvier, ils annoncent de simples répétitions. Le 4 avril 2011, Pulley annonce la sortie de l'EP, The Long and the Short of It, le 28 juin 2011.
Le 28 septembre 2016, le label Cyber Tracks, dirigé par El Hefe, annonce sa signature avec Pulley, et publie son premier album en 12 ans, No Change in the Weather, le 18 novembre. La sortie de l'album marque les 20 ans du groupe.

## Membres

### Membres actuels
- Scott Radinsky - chant
- Mike Harder - guitare
- Jim Blowers - guitare
- Tyler Rebbe - basse
- Tony Palermo - batterie

### Anciens membres
- Matt Riddle - basse
- Jordan Burns - batterie
- Jim Cherry - guitare

## Discographie
- 1996 : Esteem Driven Engine
- 1997 : 60 Cycle Hum
- 1999 : Pulley
- 2001 : Together Again for the First Time
- 2004 : Matters
- 2016: No Change In The Weather